# Hejiang, Guangdong
Hejiang (kinesiska: 合江) är en köping i sydöstra Kina. Den ligger i Huazhou i staden Maoming i provinsen Guangdong, omkring 310 kilometer sydväst om provinshuvudstaden Guangzhou. Antalet invånare är 71 753. Befolkningen består av 34 836 kvinnor och 36 917 män. Barn under 15 år utgör 33 %, vuxna 15-64 år 56 %, och äldre över 65 år 10,0 %.